# Мамонов, Фёдор Антонович
Фёдор Антонович Мамонов (28 августа 1907, с. Успенка, Самарская губерния — 28 марта 1985, Алма-Ата Казахская ССР) — советский партийный и государственный деятель.

## Биография
1925—1927 — секретарь Сергиевского волостного комитета ВЛКСМ (Самарская губерния).
С 1926 член ВКП(б).
1927—1929 — слушатель Самарского рабочего факультета.
1929—1930 — учёба в Ленинградском политехническом институте.
1930—1932 — учёба в Московском институте сельскохозяйственного машиностроения.
1932—1933 — председатель Центрального бюро пролетарского студенчества при ЦК Союза работников сельскохозяйственного машиностроения.
1932—1937 — учёба в Московском авиационном институте.
1937—1938 — секретарь комитета ВКП(б) Московского авиационного института.
1938 — заведующий Отделом школ Московского городского комитета ВКП(б).
1938—1941 — 2-й секретарь Рязанского областного комитета ВКП(б).
1941—1945 — председатель Исполнительного комитета Рязанского областного Совета.
1942 — член Военного Совета Сталинградского фронта.
29.11.1945 — 07.07.1949 — председатель Исполнительного комитета Хабаровского краевого Совета
1949—1950 — слушатель Курсов переподготовки при ЦК ВКП(б).
05.1950 — 01.1954 — 1-й секретарь Астраханского областного комитета ВКП(б).
14.10.1952 — 14.02.1956 — кандидат в члены ЦК КПСС.
1954 — уполномоченный ЦК КПСС по организации новых зерновых совхозов по сельской зоне № 2 (Акмолинская область).
1954—1956 — председатель Исполнительного комитета Алма-Атинского городского Совета.
1956—1957 — министр коммунального хозяйства Казахской ССР.
04.06.1957 — 1960 — председатель СНХ Актюбинского экономического административного района
1960—1965 — заведующий Отделом Комитета партийно-государственного контроля ЦК КП Казахстана и СМ Казахской ССР.
1965—1966 — заведующий Отделом Комитета народного контроля Казахской ССР.
С 1966 на пенсии.

## Награды
- орден Отечественной Войны I-й степени
- 2 ордена «Знак Почёта»